# Marek Čech (1983)
Marek Čech (* 26. ledna 1983, Trebišov) je slovenský fotbalový obránce a bývalý reprezentant, v současné době bez angažmá. Účastník Mistrovství světa 2010 v Jihoafrické republice.
Mimo Slovensko hrál na klubové úrovni v ČR, Portugalsku, Anglii, Itálii a Turecku. Jeho otcem je bývalý ligový fotbalista Stanislav Čech.

## Klubová kariéra
Nejprve působil na Slovensku v klubu Slavoj Trebišov. V sezóně 2000/01 slovenské ligy v dresu Interu Bratislava vyhrál double – ligový titul i národní pohár.

### AC Sparta Praha
Sezónu 2004/05 odehrál v české Gambrinus lize ve Spartě Praha, se kterou rovněž získal ligový titul.

### FC Porto
Poté přestoupil do portugalského celku FC Porto, kde sbíral další úspěchy, vyhrál třikrát portugalskou ligu a jedenkrát národní pohár a Superpohár.

### West Bromwich Albion FC
15. července 2008 zamířil na Britské ostrovy, podepsal smlouvu s nováčkem Barclays Premier League týmem West Bromwich Albion. Trenér Tony Mowbray jej poprvé nasadil 16. srpna na Emirates Stadium proti domácímu Arsenalu. Čech se tak stal historicky desátým slovenským fotbalistou v anglické nejvyšší fotbalové lize. Nastoupil na neobvyklém postu pravého záložníka, West Bromwich ale prohrál nejtěsnějším rozdílem 0:1. Poté nedostával mnoho šancí, ve své první sezóně se objevil pouze v 8 zápasech. 27. prosince 2008 nastoupil kvůli zranění spoluhráče Paula Robinsona podruhé v základní sestavě a odvděčil se výborným výkonem, když připravil oba góly svého mužstva proti Tottenhamu (výhra 2:0). Po zápase byl vyhlášen nejlepším hráčem střetnutí. S klubem v roce 2009 zažil sestup do Football League Championship, ale po roce se opět vrátil do Premier League.

### Trabzonspor
31. srpna 2011 v poslední přestupový termín se dohodl na tříleté smlouvě s tureckým klubem Trabzonspor. V klubu odehrál dvě sezóny a v červenci 2013 se s Trabzonsporem dohodl na ukončení smlouvy (v Turecku se přijala přísnější opatření k omezení počtu cizinců).

### Bologna FC 1909
Po ukončení smlouvy v Turecku odešel do italského prvoligového klubu Bologna FC 1909, který o něj měl zájem již dříve. Podepsal jednoletou smlouvu s následnou opcí. Debutoval v úvodním kole Serie A 2013/14 25. srpna 2013 proti Neapoli, zápas rozhodl jeho krajan v dresu soupeře Marek Hamšík, který vstřelil dva góly a měl podíl i na třetím. Tým Neapole zvítězil 3:0. Marek Čech hrál do 72. minuty, poté byl střídán.

### Boavista FC
V létě po sezóně 2013/14 v Bologni skončil. V podzimní části sezóny 2014/15 nehrál nikde, angažmá sehnal až v zimě, podepsal půlroční smlouvu s portugalským klubem Boavista Porto. Vrátil se tak do města, kde dříve hrával za konkurenční tým FC Porto.

### Como Calcio
V březnu 2016 se vrátil do Itálie, posílil tým Como Calcio bojující o záchranu v Serii B. Smlouva zněla do konce sezóny 2015/16.

## Reprezentační kariéra

### Mládežnické reprezentace
Čech působil v některých slovenských mládežnických reprezentacích.

#### Mistrovství Evropy U19 2002
V roce 2002 se zúčastnil Mistrovství Evropy hráčů do 19 let v Norsku, kde získal s týmem bronzové medaile po výhře nad Irskem 2:1 v souboji o 3. místo. Během prvního zápasu Slovenska v základní skupině 21. července proti Norsku přispěl svým výkonem k drtivému vítězství v poměru 5:1. V dalším zápase Slovensko rozstřílelo český výběr 5:2, Marek byl v základní sestavě. Třetí zápas slovenští mladíci prohráli 1:3 se Španělskem a postoupili do výše zmiňovaného souboje o třetí místo proti Irsku, zatímco vítěz skupiny Španělsko se kvalifikovalo rovnou do finále proti Německu.

#### Mistrovství světa U20 2003
Díky 3. místu z ME U19 2002 postoupilo Slovensko o rok později na Mistrovství světa hráčů do 20 let 2003 ve Spojených arabských emirátech, jehož se Čech také zúčastnil (Slovensko prohrálo v osmifinále 1:2 po prodloužení s Brazílií).

### A-mužstvo
V A-mužstvu Slovenska debutoval 9. července 2004 na turnaji Kirin Cup proti domácí reprezentaci Japonska. Nastoupil v základní sestavě, zápas skončil porážkou Slovenska 1:3.
V březnu 2013 figuroval v nominaci slovenského národního týmu pro kvalifikační zápas s Litvou (22. března) a přátelské utkání se Švédskem (26. března, oba zápasy měly dějiště v Žilině na stadiónu Pod Dubňom). Nastoupil pouze ve druhém utkání proti Švédsku, které skončilo bezbrankovou remízou.

Celkem odehrál v letech 2004–2013 za slovenský národní tým 52 zápasů a vstřelil 5 branek.

#### Mistrovství světa 2010
Na světovém šampionátu 2010 v Jižní Africe se Slovensko dostalo do osmifinále, kde podlehlo pozdějšímu vicemistrovi Nizozemsku 1:2. Marek Čech odehrál na tomto vrcholovém turnaji pouze úvodní zápas Slovenska v základní skupině F proti Novému Zélandu (15. června 2010), v němž se zrodila remíza 1:1.

### Reprezentační góly
Góly Marka Čecha za A-mužstvo Slovenska
| Gól | Datum        | Stadion                                 | Soupeř     | Skóre (min.) | Výsledek | Soutěž                   |
| --- | ------------ | --------------------------------------- | ---------- | ------------ | -------- | ------------------------ |
| 010 | 8. 9. 2007   | Tehelné pole, Bratislava, Slovensko     | Irsko      | 02:2 0(90.)  | 2:2      | kvalifikace na EURO 2008 |
| 02  | 21. 11. 2007 | Stadio Olimpico, Serravalle, San Marino | San Marino | 00:4 0(57.)  | 0:5      | kvalifikace na EURO 2008 |
| 03  | 21. 11. 2007 | Stadio Olimpico, Serravalle, San Marino | San Marino | 00:5 0(83.)  | 0:5      | kvalifikace na EURO 2008 |
| 04  | 6. 6. 2009   | Tehelné pole, Bratislava, Slovensko     | San Marino | 01:0 0(3.)   | 7:0      | kvalifikace na MS 2010   |
| 05  | 6. 6. 2009   | Tehelné pole, Bratislava, Slovensko     | San Marino | 03:0 0(32.)  | 7:0      | kvalifikace na MS 2010   |